# Luzonia walleri
Luzonia walleri är en musselart som först beskrevs av Bernard 1989.  Luzonia walleri ingår i släktet Luzonia och familjen Cuspidariidae. Inga underarter finns listade i Catalogue of Life.